# Proosterbos
Proosterbos is een woonwijk in Mechelen-aan-de-Maas (Maasmechelen), gelegen ten westen van de oude dorpskern.
Oorspronkelijk was hier een bos- en heidegebied dat, tijdens het ancien régime, toebehoorde aan de proost van het kapittel van Sint-Servaas te Maastricht. Het werd door de proosten vaak verhuurd voor de jacht.
Met name door de aanwezigheid van de steenkoolmijn van Eisden werd hier, na de Tweede Wereldoorlog, een woonwijk gebouwd, die vastgroeide aan soortgelijke wijken te Vucht en Eisden tot een groot woongebied. Er kwam een school (1957) en een hulpkerk (1963). Van 1964-1966 werd aan de Pastoriestraat een zaalkerk in modernistische stijl gebouwd, welke door architect Erens werd ontworpen. Dit is de Sint-Petrus en Andreaskerk. In 1968 werd Proosterbos verheven tot zelfstandige parochie. De kerk werd in 1978 en 2007 nog gerenoveerd.

## Vrije Basisschool Proosterbos
In 1957 opende Vrij Basisschool Proosterbos de deuren. De school is gelegen naast de kerk van Proosterbos, die te herkennen is aan zijn abstracte klokkentoren. Het logo van de school is een illustratie van een klassieke rode vlieger. De school is daarnaast ook gekend voor haar grote lentefeesten. 